# Polyura sacco
Polyura sacco är en fjärilsart som beskrevs av John Smart 1977. Polyura sacco ingår i släktet Polyura och familjen praktfjärilar. Inga underarter finns listade i Catalogue of Life.